# Marco Guglielmi
Marco Guglielmi, pseudonimo di Augusto Guglielmi (Sanremo, 6 ottobre 1928 – Roma, 28 dicembre 2005), è stato un attore italiano.

## Biografia
Nato a Sanremo, dopo aver soggiornato a Latina dal 1940, si trasferì nel dopoguerra a Roma, per frequentare i corsi di recitazione del Centro sperimentale di cinematografia ottenendo il diploma nel 1953, mentre già aveva partecipato ad alcuni film in piccole parti.
Attore presente anche nei palcoscenici teatrali, lavorò con una certa continuità nel campo dei fotoromanzi del periodo, per essere impegnato dalla fine degli anni cinquanta nella prosa televisiva della Rai, recitando sia in commedie che negli sceneggiati, tra cui Joe Petrosino (1972), e la serie Avventure di mare e di costa diretta da Giorgio Moser.
Ha tra l'altro interpretato il fotoromanzo "Adios, Lolita" di Dante Guardamagna con Mimma Di Terlizzi, Germano Longo, Claudia De Rossi ("I romanzi di Sogno" n.138, 1 giugno 1962).
Doppiatore e direttore di doppiaggio, alla fine degli anni settanta ha fondato con Enrico Lazzareschi la C.S.D. Cooperativa Sonora Doppiaggio.
Morì a Roma nel 2005, dopo aver partecipato a quasi 80 pellicole.

## Filmografia

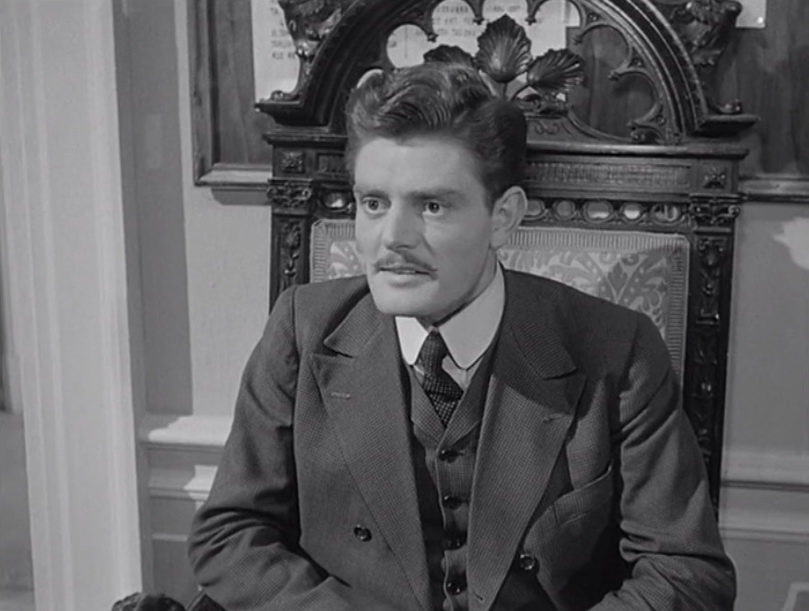
Marco Guglielmi nel film L'arte di arrangiarsi (1954)

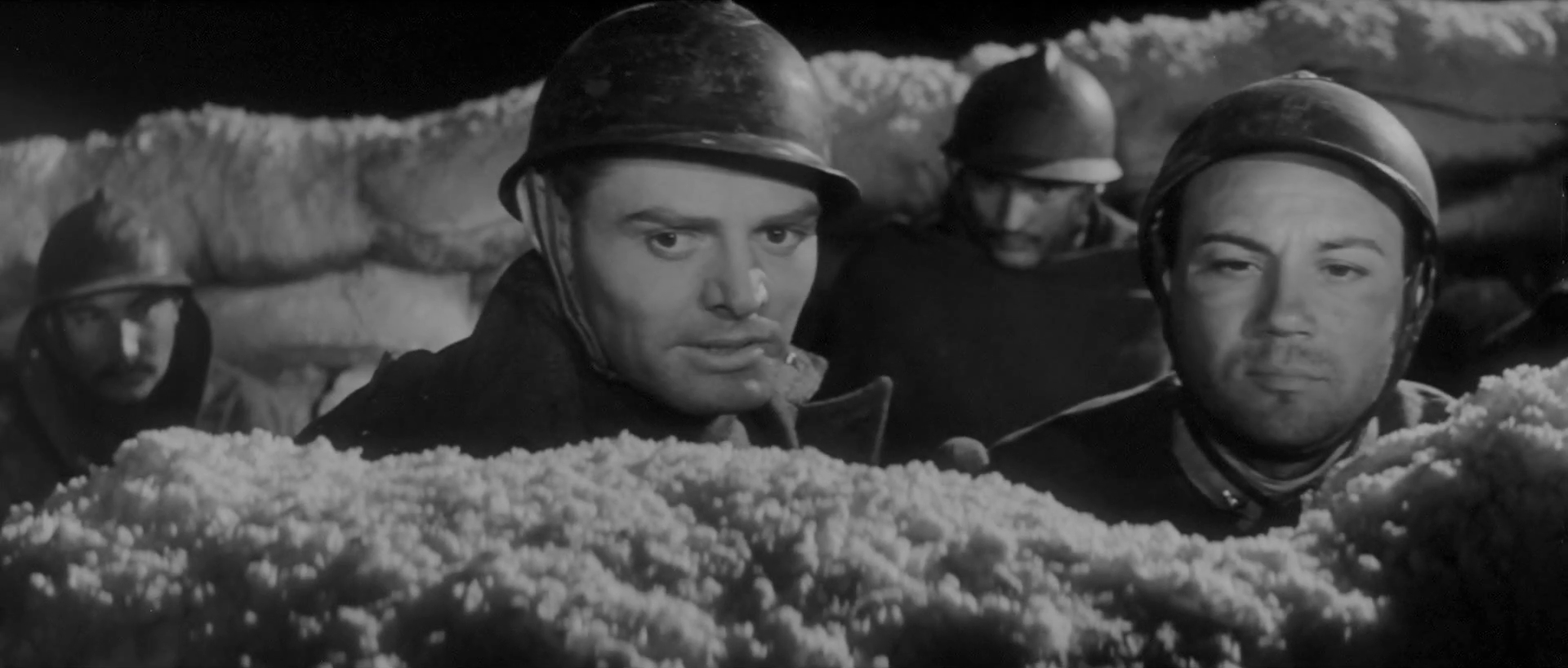
Marco Guglielmi con Claudio Villa nel film La canzone del destino (1957)

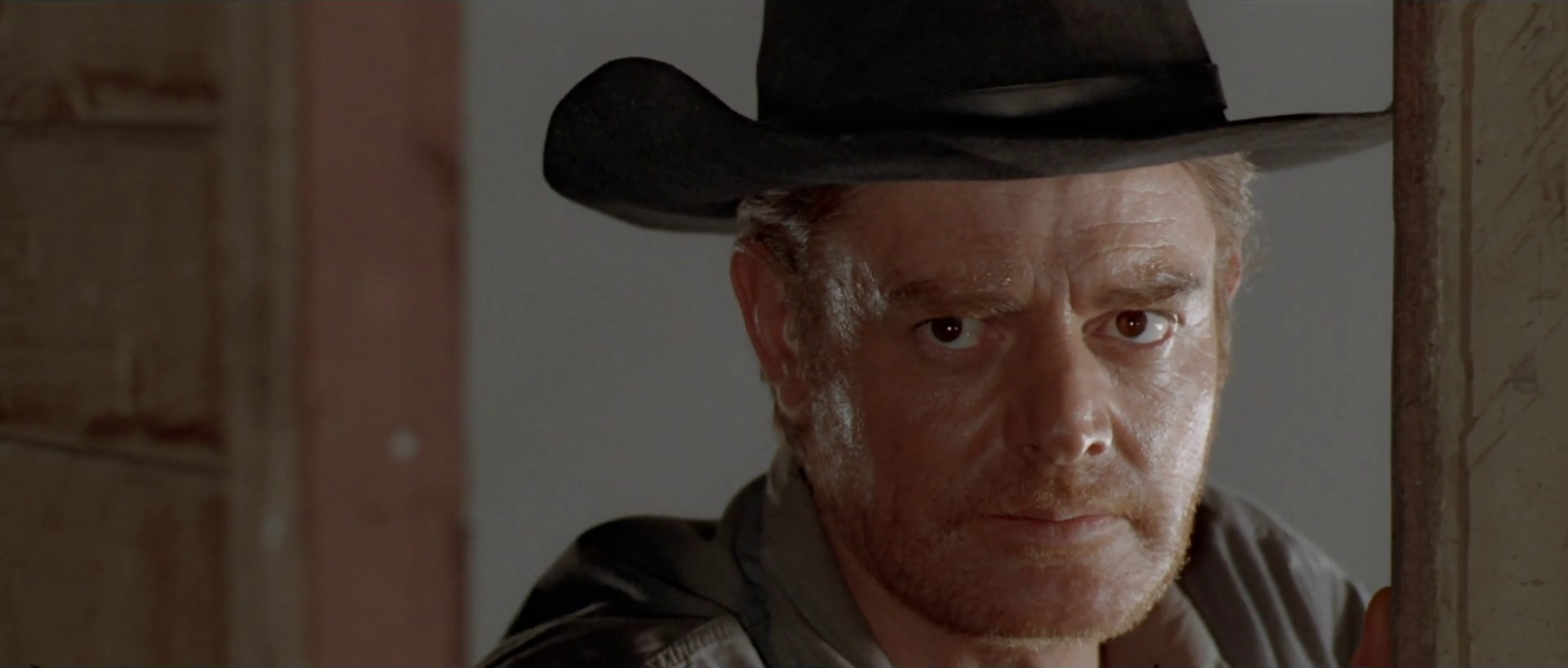
Marco Guglielmi nel film Bandidos (1967)

- Nessuno ha tradito, regia di Roberto Bianchi Montero (1952)
- Eran trecento... (La spigolatrice di Sapri), regia di Gian Paolo Callegari (1952)
- Er fattaccio, regia di Riccardo Moschino (1953)
- Attila, regia di Pietro Francisci (1954)
- L'arte di arrangiarsi, regia di Luigi Zampa (1954)
- Proibito, regia di Mario Monicelli (1954)
- Divisione Folgore, regia di Duilio Coletti (1955)
- Andrea Chénier, regia di Clemente Fracassi (1955)
- Destinazione Piovarolo, regia di Domenico Paolella (1955)
- Gli sbandati, regia di Citto Maselli (1955)
- Dimentica il mio passato, regia di Primo Zeglio (1956)
- Una voce, una chitarra, un po' di luna, regia di Giacomo Gentilomo (1956)
- I fidanzati della morte, regia di Romolo Marcellini (1956)
- El Alamein, regia di Guido Malatesta (1957)
- La canzone del destino, regia di Marino Girolami (1957)
- La canzone più bella, regia di Ottorino Franco Bertolini (1957)
- Adorabili e bugiarde, regia di Nunzio Malasomma (1958)
- Pezzo, capopezzo e capitano (Kannonenserenade), regia di Wolfgang Staudte (1958)
- Guardia, ladro e cameriera, regia di Steno (1958)
- Vite perdute, regia di Adelchi Bianchi e Roberto Mauri (1958)
- Pensione Edelweiss, regia di Ottorino Franco Bertolini (1959)
- Il terrore della maschera rossa, regia di Luigi Capuano (1959)
- I sicari di Hitler (Geheimaktion schwarze Kapelle), regia di Ralph Habib (1959)
- Gli avventurieri dei tropici, regia di Sergio Bergonzelli (1960)
- Il principe fusto, regia di Maurizio Arena (1960)
- Ombre bianche, regia di Baccio Bandini (1960)
- Cavalcata selvaggia, regia di Piero Pierotti (1960)
- Il mulino delle donne di pietra, regia di Giorgio Ferroni (1960)
- L'ultimo zar (Les Nuits de Raspoutine), regia di Pierre Chenal (1960)
- Giuseppe venduto dai fratelli, regia di Irving Rapper (1961)
- Il dominatore dei 7 mari, regia di Primo Zeglio (1961)
- Cronaca familiare, regia di Valerio Zurlini (1961)
- I pianeti contro di noi, regia di Romano Ferrara (1962)
- Tempo di credere, regia di Antonio Racioppi (1962)
- Venere imperiale, regia di Jean Delannoy (1962)
- La visita, regia di Antonio Pietrangeli (1963)
- Il terrore di notte (Der Teppich des Grauens), regia di Harald Reinl (1963)
- Luciano, una vita bruciata, regia di Gian Vittorio Baldi (1963)
- Il peccato (Noche de verano), regia di Jorge Grau (1963)
- La vendetta della signora, regia di Bernhard Wicki (1964)
- Una sporca guerra, regia di Dino Tavella (1964)
- Berlino: appuntamento per le spie, regia di Vittorio Sala (1965)
- New York chiama Superdrago, regia di Giorgio Ferroni (1966)
- Le dolci signore, regia di Luigi Zampa (1967)
- Avventurieri per una rivolta, regia di Jean Besnard (1967)
- Bandidos, regia di Massimo Dallamano (1967)
- Un uomo, un cavallo, una pistola, regia di Luigi Vanzi (1967)
- Si muore solo una volta, regia di Giancarlo Romitelli (1967)
- Corri uomo corri, regia di Sergio Sollima (1968)
- La battaglia di El Alamein, regia di Giorgio Ferroni (1968)
- Probabilità zero, regia di Maurizio Lucidi (1969)
- Plagio, regia di Sergio Capogna (1969)
- Revenge, regia di Pino Tosini (1969)
- La guerra sul fronte Est, regia di Tanio Boccia (1970)
- Un gioco per Eveline, regia di Marcello Avallone (1971)
- La tecnica e il rito, regia di Miklós Jancsó (1971)
- Cristiana monaca indemoniata, regia di Sergio Bergonzelli (1972)
- Società a responsabilità molto limitata, regia di Paolo Bianchini (1973)
- La legge della Camorra, regia di Damiano Damiani (1973)
- 24 ore... non un minuto di più, regia di Franco Bottari (1973)
- La minorenne, regia di Silvio Amadio (1974)
- Mussolini ultimo atto, regia di Carlo Lizzani (1974)
- Perché si uccide un magistrato, regia di Damiano Damiani (1975)
- Il cinico, l'infame, il violento, regia di Umberto Lenzi (1976)
- Gli amici di Nick Hezard, regia di Fernando Di Leo (1976)
- Candido erotico, regia di Claudio Giorgi (1978)
- Il grande attacco, regia di Umberto Lenzi (1978)
- Canto d'amore, regia di Elda Tattoli (1982)
- Un uomo di razza, regia di Bruno Rasia (1988)

## Doppiaggio

### Televisione
- Patrick O'Neal in Navy (1ª voce)
- Joe Ruskin in Alias

### Cartoni animati
- Boogie in Gli orsi radioamatori
- La Volpe in Le avventure di re Leonardo
- Jessie, Dio, Re Erode in Superbook[2]

## Doppiatori
- Antonio Guidi in Si muore solo una volta, Le dolci signore, Perché si uccide un magistrato
- Pino Locchi in Attila, Cronaca familiare, Divisione folgore
- Sergio Graziani in Corri uomo corri, Probabilità zero
- Stefano Sibaldi in L'arte di arrangiarsi
- Arnoldo Foà in Eran trecento
- Ferruccio Amendola in Adorabili e bugiarde
- Gianfranco Bellini in Vite perdute
- Corrado Gaipa in I pianeti contro di noi
- Massimo Turci in Il mulino delle donne di pietra
- Nando Gazzolo in Berlino appuntamento per le spie
- Silvano Tranquilli in Bandidos
- Dario Penne in La battaglia di El Alamein
- Giorgio Piazza in La legge della Camorra
- Gianni Marzocchi in Il grande attacco

## Prosa televisiva RAI
- La luna è tramontata, regia di Eros Macchi, trasmessa il 6 aprile 1962.
- Un grosso affare, regia di Daniele D'Anza, trasmessa il 30 giugno 1968.
- Dov'è Anna?, regia di Piero Schivazappa (1976)
- Rosso veneziano, regia di Marco Leto (1976)
- Accadde ad Ankara, regia di Mario Landi (1979)
- Asmodeo di François Mauriac, regia di Bruno Rasia, trasmessa il 19 febbraio 1983.